# Borucino (Pomerania)
Borucino [pronunciación en polaco: /bɔruˈt͡ɕinɔ/] (en casubio: Borëcëno) es un pueblo en el distrito administrativo de Gmina Stężyca, dentro del Condado de Kartuzy , Voivodato de Pomerania, en el norte de Polonia. Se encuentra aproximadamente a 6 kilómetros al norte de Stężyca, a 18 kilómetros al sur-del oeste de Kartuzy, y a 45 kilómetros al oeste de la capital regional, Gdańsk.
Para detalles de la historia de la región, véase Historia de Pomerania.
El pueblo tiene una población de 304 habitantes.